# Финансовый манифест (1905)
«Фина́нсовый манифе́ст» — обращение Петербургского Совета рабочих депутатов, а также ряда политических партий и массовых организаций (РСДРП, Крестьянского союза, партии эсеров, Польской социалистической партия) к населению Российской империи с призывом отказаться от уплаты податей и налогов, забрать вклады из банков и требовать проводить денежные операции золотом. Манифест также утверждал, что к финансовому и военному банкротству страну привело царское правительство. Опубликован 2 декабря 1905 в восьми газетах, включая «Новую жизнь»; царское правительство конфисковало и закрыло печатные издания, опубликовавшие данное обращение. Манифест стал поводом к уголовному преследованию депутатов Петербургского Совета.